# Державний земельний кадастр
Державний земельний кадастр — єдина державна система земельно-кадастрових робіт, яка встановлює процедуру визнання факту виникнення чи припинення права власності на земельні ділянки і права користування ними та містить сукупність відомостей і документів про місце розташування та правовий режим цих ділянок, їх оцінку, класифікацію земель, кількісну та якісну характеристику, розподіл серед власників землі й землекористувачів.
Здійснення державного земельного кадастру покладено на уповноважений орган виконавчої влади з питань земельних ресурсів.
Склад земельного кадастру:
- кадастрове зонування;
- кадастрове знімання;
- бонітування ґрунтів;
- грошову оцінку земельних ділянок;
- державну реєстрацію земельних ділянок;
- облік кількості та якості земель.